# Togüí

Localização de Togüí no departamento de Boyacá.

Togüí é um município no departamento de Boyacá, na Colômbia.